# Lehigh Valley Phantoms
Lehigh Valley Phantoms je profesionální americký klub ledního hokeje, který sídlí v Allentownu v Pensylvánii. Do AHL vstoupil v ročníku 2014/15 a hraje v Atlantické divizi v rámci Východní konference. Své domácí zápasy odehrává v hale PPL Center s kapacitou 8 420 diváků. Klubové barvy jsou černá, oranžová, modrá a bílá.
Své domácí zápasy hrají "Fantomové" v tamní v roce 2014 otevřené aréně PPL Center. Klub působí v soutěži od sezony 2014/15 jako záložní tým klubu NHL Philadelphia Flyers, v soutěži nahradil celek Adirondack Phantoms (2009–2014). Phantoms před působení v Adirondacku už působili v Pensylvánii jako Philadelphia Phantoms (1996–2009 – dvakrát vítězství v Calder Cupu). Po celou existenci ve všech lokalitách byli Phantoms farmou Flyers.
Premiérové utkání na ledě Wilkes-Barre/Scranton Penguins vyhráli Phantoms dne 11.10.2014 v poměru 5:2.
Spoluvytvořili rekord nejdelšího utkání historie soutěže, když vyhráli devátého května 2018 ve 4. utkání 2. kola play off nad Charlotte Checkers 2:1 brankou v čase 146:48.

## Úspěchy klubu
- Vítěz divize – 1x (2017/18)

## Umístění v jednotlivých sezonách
Stručný přehled
Zdroj:
- 2014–2015: American Hockey League (Východní divize)
- 2015– : American Hockey League (Atlantická divize)

Jednotlivé ročníky
Zdroj:
Legenda: Z – zápasy, V – výhry, P – porážky, PP – porážky v prodloužení či na samostatné nájezdy, VG – vstřelené góly, OG – obdržené góly, B – body
| USA / Kanada (2014 – ) |                         |        |    |    |    |    |     |     |     |        |
| Sezóny                 | Liga                    | Úroveň | Z  | V  | PP | P  | VG  | OG  | B   | Pozice |
| 2014/15                | AHL (Východní divize)   | 2      | 76 | 33 | 8  | 35 | 194 | 237 | 74  | 4.     |
| 2015/16                | AHL (Atlantická divize) | 2      | 76 | 34 | 7  | 35 | 215 | 222 | 75  | 7.     |
| 2016/17                | AHL (Atlantická divize) | 2      | 76 | 48 | 5  | 23 | 260 | 219 | 101 | 2.     |
| 2017/18                | AHL (Atlantická divize) | 2      | 76 | 47 | 10 | 19 | 260 | 218 | 104 | 1.     |
| 2018/19                | AHL (Atlantická divize) | 2      | 76 | 39 | 7  | 30 | 240 | 244 | 85  | 5.     |
| 2019/20                | AHL (Atlantická divize) | 2      | 62 | 24 | 10 | 28 | 161 | 186 | 58  | 7.     |
| 2020/21                | AHL (Severní divize)    | 2      | 32 | 18 | 6  | 7  | 96  | 92  | 43  | 2.     |
| 2021/22                | AHL (Atlantická divize) | 2      | 76 | 29 | 15 | 32 | 195 | 239 | 73  | 8.     |
| 2022/23                | AHL (Atlantická divize) | 2      | 72 | 37 | 6  | 29 | 221 | 226 | 80  | 6.     |
| 2023/24                | AHL (Atlantická divize) | 2      | 72 | 32 | 9  | 31 | 191 | 217 | 73  | 6.     |
| 2024/25                | AHL (Atlantická divize) | 2      | 72 | 36 | 8  | 28 | 215 | 221 | 80  | 5.     |

### Play-off
| Sezona  | 1. kolo                                    | 2. kolo                                    | Finále konference                          | Finále Calder Cupu                         |
| ------- | ------------------------------------------ | ------------------------------------------ | ------------------------------------------ | ------------------------------------------ |
| 2014/15 | mužstvo se nekvalifikovalo                 | mužstvo se nekvalifikovalo                 | mužstvo se nekvalifikovalo                 | mužstvo se nekvalifikovalo                 |
| 2015/16 | mužstvo se nekvalifikovalo                 | mužstvo se nekvalifikovalo                 | mužstvo se nekvalifikovalo                 | mužstvo se nekvalifikovalo                 |
| 2016/17 | porážka, 2—3, Hershey                      | —                                          | —                                          | —                                          |
| 2017/18 | postup, 3—1, Providence                    | postup, 4—1, Charlotte                     | porážka, 0—4, Toronto                      | —                                          |
| 2018/19 | mužstvo se nekvalifikovalo                 | mužstvo se nekvalifikovalo                 | mužstvo se nekvalifikovalo                 | mužstvo se nekvalifikovalo                 |
| 2019/20 | sezona nedohrána kvůli pandemii koronaviru | sezona nedohrána kvůli pandemii koronaviru | sezona nedohrána kvůli pandemii koronaviru | sezona nedohrána kvůli pandemii koronaviru |
| 2020/21 | play off zrušeno                           | play off zrušeno                           | play off zrušeno                           | play off zrušeno                           |
| 2021/22 | mužstvo se nekvalifikovalo                 | mužstvo se nekvalifikovalo                 | mužstvo se nekvalifikovalo                 | mužstvo se nekvalifikovalo                 |
| 2022/23 | porážka, 1—2 Charlotte                     | —                                          | —                                          | —                                          |
| 2023/24 | postup, 2–0, Wilkes-Barre                  | porážka, 1–3, Hershey                      | —                                          | —                                          |
| 2024/25 | postup, 2–0, Wilkes-Barre                  | porážka, 2–3, Hershey                      | —                                          | —                                          |

## Klubové rekordy

### Za sezonu
Góly: 31, Greg Carey (2017/18)
Asistence: 47, Philip Varone (2017/18)
Body: 70, Philip Varone (2017/18)
Trestné minuty: 219, Jay Rosehill (2014/15)
Čistá konta: 5, Dustin Tokarski (2017/18)
Vychytaná vítězství: 27, Alex Lyon (2016/17)

### Celkové
Góly: 103, Greg Carey
Asistence: 128, Chris Conner
Body: 199, Chris Conner
Trestné minuty: 313, Tyrell Goulbourne
Čistá konta: 6, Alex Lyon
Vychytaná vítězství: 66, Alex Lyon
Odehrané zápasy: 277, Greg Carey